# Batschka (Dorf)
Batschka (ukrainisch und russisch Бачка; polnisch Baczka) ist ein kleines Dorf im Rajon Solotschiw der Oblast Lwiw im Westen der Ukraine 61 Kilometer nordöstlich der Oblasthauptstadt Lemberg und 18 Kilometer nordöstlich der ehemaligen Rajonshauptstadt Busk südlich des Flüsschen Pusta (Пуста) gelegen.
Es gehörte bis 2020 verwaltungstechnisch zur Landratsgemeinde Turja, die auch die Dörfer Baschany (Бажани), Hutysko-Turjanske (Гутисько-Тур'янське) und Lissowe (Лісове) sowie das namensgebende Turja (Тур'я) einschloss, seither ist es ein Teil der Stadtgemeinde Busk.
Der Ort bestand schon in der Polnisch-Litauischen Adelsrepublik (als Teil der Woiwodschaft Ruthenien), von 1772 bis 1918 gehörte er unter seinem polnischen Namen Baczka zum österreichischen Kronland Galizien und war der Bezirkshauptmannschaft Brody unterstellt.
Nach dem Ende des Ersten Weltkrieges kam der Ort zu Polen (in die Woiwodschaft Tarnopol, Powiat Złoczów, Gmina Sokołówka), wurde im Zweiten Weltkrieg kurzzeitig von der Sowjetunion und dann ab 1941 bis 1944 von Deutschland besetzt.
Nach dem Ende des Krieges wurde der Ort der Sowjetunion zugeschlagen, dort kam das Dorf zur Ukrainischen SSR und ist seit 1991 ein Teil der heutigen Ukraine.